# V651 Геркулеса
V651 Геркулеса (лат. V651 Herculis) — двойная затменная переменная звезда (E)** или затменная переменная звезда типа Алголя (EA) в созвездии Геркулеса на расстоянии приблизительно 2490 световых лет (около 763 парсек) от Солнца. Видимая звёздная величина звезды — от +14m до +13m.  Орбитальный период — около 3,1745 суток.
Открыта Куно Хофмейстером в 1967 году.

## Характеристики
Первый компонент — жёлтая пульсирующая переменная звезда, классическая цефеида (DCEP:) спектрального класса G. Радиус — около 4,39 солнечного, светимость — около 11,383 солнечной. Эффективная температура — около 5499 K.